# Jean-Luc Outers
Jean-Luc Outers est un écrivain belge né le 5 mars 1949 à Bruxelles où il vit toujours. Il est le fils de Lucien Outers.

## Biographie
Après des études de droit à l'Université de Louvain, Jean-Luc Outers entre dans le service public. Il publie son premier roman, L'ordre du jour, en 1987 aux éditions Gallimard. Il devient en 1990 Conseiller littéraire, responsable du Service des Lettres et du Livre au Ministère de la Culture de la Communauté Française, fonction qu’il a quittée en 2012 pour se consacrer à l'écriture. À ce titre, il était aussi éditeur de la revue "Le carnet et les instants", un bimestriel (aujourd'hui trimestriel) consacré à la promotion et à la diffusion des lettres belges de langue française.
En 1992, il a obtenu le prix Victor Rossel pour Corps de métier, en 1995, le prix AT&T pour La Place du mort, et en 2008 le prix Victor Rossel des jeunes pour Le Voyage de Luca.
Depuis 2012, il fait partie du comité de lecture de la collection de livre de poche consacrée à la littérature belge francophone Espace Nord. En 2013, il a été élu membre de l'Académie royale de Langue et de Littérature françaises de Belgique. En 2016, il publie des lettres de refus de Henri Michaux sous le titre Donc c'est non (Gallimard).

## Œuvres
- L'Ordre du jour, Gallimard, 1987 (rééd. coll. "Babel" et Labor, coll "Espace Nord"); traduit en néerlandais, italien, roumain, hongrois et albanais.

- Corps de métier, La Différence, 1992; traduit en néerlandais et roumain. (prix Victor Rossel 1992)
- La Place du mort, La Différence, 1995 (rééd. coll. "Minos", 2005); traduit en roumain et hongrois.
- La Compagnie des eaux, Actes Sud, 2001 (rééd. coll. "Babel", 2006); traduit en hongrois et roumain.
- Le Bureau de l'heure, Actes Sud, 2004 (rééd. coll. "Babel", 2008); traduit en roumain.
- Le Voyage de Luca, Actes Sud, 2007 (prix Victor Rossel des jeunes en 2008); traduit en roumain et en russe.
- Lettres du plat pays (avec Kristien Hemmerechts), La Différence, 2010.
- De courte mémoire (avec des dessins d'Hugo Claus), La Pierre d'Alun, 2011; traduit en bulgare.
- De jour comme de nuit, Actes Sud, 2013.
- Donc c'est non, lettres de Henri Michaux réunies, présentées et annotées par Jean-Luc Outers, Gallimard, 2016
- Le dernier jour, avant-propos de J.M.G Le Clézio, Gallimard L'infini, 2017